# Хара, Клаудио
Клаудио Мигель Хара Гранадос (исп. Claudio Miguel Jara Granados; род. 6 мая 1959, Эредия, Коста-Рика) — коста-риканский футболист и тренер. Участник чемпионата мира по футболу 1990 года. Обладатель Кубка наций Центральной Америки 1991 года.

## Карьера

### Клубная карьера
Хара начал свою профессиональную карьеру в 1982 году в «Эредиано», команде из родного для него города. За 11 лет, проведённых в клубе, с 99 забитыми мячами игрок стал лучшим бомбардиром за всю его историю, а также лучшим бомбардиром чемпионата Коста-Рики 1987 года и дважды — чемпионом страны.
В 1992 году Хара перешёл в «Алахуэленсе», цвета которого защищал два года. Следующие 6 месяцев провёл в колумбийском клубе «Атлетико Букараманга», а затем вернулся в «Эредиано». В последующие годы играл также за сальвадорскую «Альянсу», и коста-риканские «Гуанкастеку» и «Кармелиту», однако после полученной в 1996 году серьёзной травмы колена был вынужден завершить свою карьеру.

### Карьера в сборной
Дебют Хары за сборную Коста-Рики состоялся в 1983 году; всего же за национальную команду он провёл 46 игр, забив 11 голов. В 1990 году вошёл в состав сборной для участия на чемпионате мира в Италии, где отыграл все 4 игры своей команды, но забить мяч на мундиале так и не удалось.
В 1991 году в составе своей сборной стал обладателем Кубка наций Центральной Америки и лучшим бомбардиром турнира, а также участвовал в Золотом кубке КОНКАКАФ, где коста-риканцы заняли 4 место.
Последний матч в футболке национальной команды Хара провёл против сборной Саудовской Аравии в 1994 году.